# 이산화 우라늄
이산화 우라늄 (UO2)는 우라늄의 산화물로, 산화 우라늄(IV), 우래니아(urania)라고도 부르며 천연 우라니나이트에서 얻을 수 있고, 검은 색의 결정 분말 형태로 방사능 물질이다. 연료봉으로 만들어 원자력 발전소에 핵 연료로 쓰인다. 이산화 우라늄은 이산화 플루토늄과 합쳐 혼합 산화물 연료로 만든다. 1960년대 이전에는 세라믹스 유약과 유리에 넣어 노란색과 검은 색을 내는데 쓰였다.

## 구조 성질
결정구조는 형석(CaF2)형의 면심 입방체형으로서 격자상수의 평균값은 5.470 Å , 밀도는 10.96 g/cm3이다. 일반적으로 옐로케이크((NH4)2U2O7)을 정제 및 환원하여 제조한다.
이산화 우라늄은 반도체로서 전기 전도도는 온도가 상승함에 따라 지수 함수적으로 증가하며, 열전도도는 0.02 ~ 0.10 W/cm2sec°C 로 온도상승에 따라 감소한다. 융점은 약 2,850 °C이며, 증기압은 1,700 °C 근방에서 현저하게 증가하여 융점에서 100mmHg에 이른다. 매우 작은 입자로 이루어진 분말은 상온에서 공기 중의 산소와 반응하여 UO2+X(X=0.00 ~ 0.33)가 되지만 소결체는 비교적 안정적이다. 공기중이나 산소 분위기에서 온도를 올리면 약 400 °C 이하에서는 UO233(U3O7)로 산화되며, 그 이상이면 U3O8을 형성하여 발열한다. 원자로에서 사용되는 조성은 UO2.00 ~ UO2.02이며 피복관과의 양립성은 양호하다. 이산화 플로토늄과는 고용(固溶)성을 갖는다.

## 생산
이산화 우라늄은 삼산화 우라늄을 수소로 환원시켜 만든다
UO3 + H2 → UO2 + H2O at 700 °C (970 K)
이 역반응은 우라늄 농축 과정이나 핵연료 재처리로 핵 연료를 만드는데 쓰인다.

## 핵연료
이산화 우라늄같은 산화물계 핵연료는 열전도도는 우라늄이나 플로토늄같은 금속계 연료보다 낮지만 고온에서 화학적으로 안정하고 융점, 변태점이 높으므로 핵반응 온도를 높여 고출력을 얻기에 적당하여, 대부분의 발전용 원자로 연료로 쓰이고 있다.
그러나 핵분열 생성물의 밀폐, 유지성이 나쁘므로 고연소도의 핵연료를 개발하기 위해 핵분열 기체 유출을 방지하고 기체로 인한 부피 팽창을 작게해야 한다. 이를 위해 핵 연료의 입자 크기를 균일하게 하고, 기공이 규일하게 분포하는 미세조직을 만드는 산화소결법이 핵연료 가공에 중요한 역할을 한다.

## 같이 보기
- 우라늄
- 농축 우라늄
- 산화 우라늄
- 핵연료 주기
- 우라늄정광